# 情熱物語 (岩崎良美の曲)
「情熱物語」（じょうねつものがたり）は、1987年2月5日にリリースされた岩崎良美の23枚目のシングル。発売元はキャニオンレコード。

## 概要
表題曲「情熱物語」は、フジテレビ系列で放映されたアニメーション番組『タッチ』第5期のオープニングテーマ曲。B面曲の「野球」は挿入歌として使用された。岩崎の楽曲が当アニメーションのテーマ曲に採用されたのは、本シングルで4作目となった。

## 収録曲
- 全作詞：康珍化 / 作曲・編曲：芹澤廣明

1. 情熱物語（4:10）
2. 野球（3:27）

## 関連作品
- 岩崎良美 SINGLESコンプリート
- タッチ Best Song Book
- タッチ Original Song Book 3